# مبدأ هويغنس

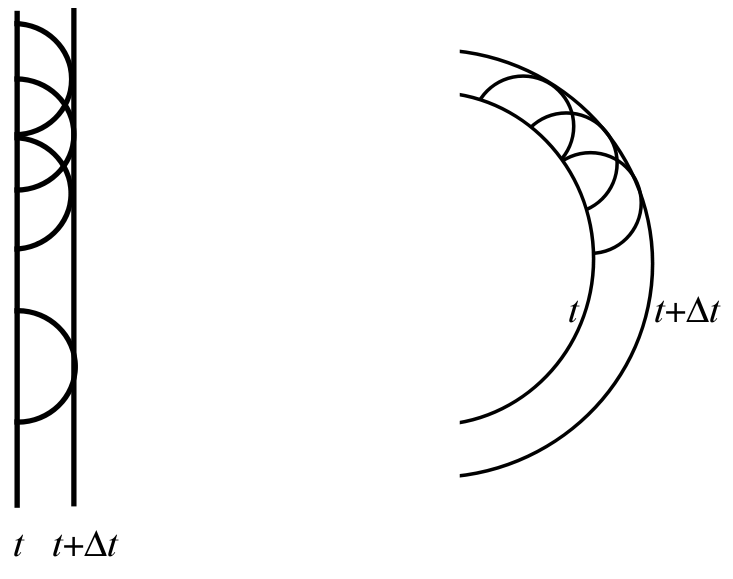
مبدأ هويغنس

انكسار الضوء بين وسطين بحسب مبدأ هويغنس، حيث تنتشر الأمواج الضوئية بسرعة أقل في الأوساط المادية

مبدأ هويغنس او هايجنز نسبة إلى الفيزيائي الهولندي كريستيان هويغنس، هو فرضية تسمح بتفسير الظواهر الفيزيائية المرتبطة بانتشار الأمواج وخصوصاً الضوئية منها، ويصاغ كالتالي: « تتصرف كل نقطة من نقاط مقدمة الموجة كمصدر ومركز لموجة جديدة، والسلوك التالي لمقدمة الموجة يحدد بجمع الموجات الصغيرة الصادرة عن نقاط مقدمة الموجة في اللحظة السابقة» .

انحراف الموجة بحسب مبدأ هويغنس.

## اقرأ أيضا
- قانون براغ
- حيود الإلكترونات